# Micrabraxas cupriscotia
Micrabraxas cupriscotia är en fjärilsart som beskrevs av George Francis Hampson 1902. Micrabraxas cupriscotia ingår i släktet Micrabraxas och familjen mätare. Inga underarter finns listade.